# Прапор Лімбургу (Нідерланди)

Співвідношення прапора: 2:3

Прапор нідерландської провінції Лімбург - складається з 3 рядів кольорів у співвідношенні розмірів 2:1:2. Використані кольори (зверху вниз) білий, синій і золотий (жовтий). Прапор був затверджений декретом виконавчої влади провінції Лімбург 28 липня 1953 року.

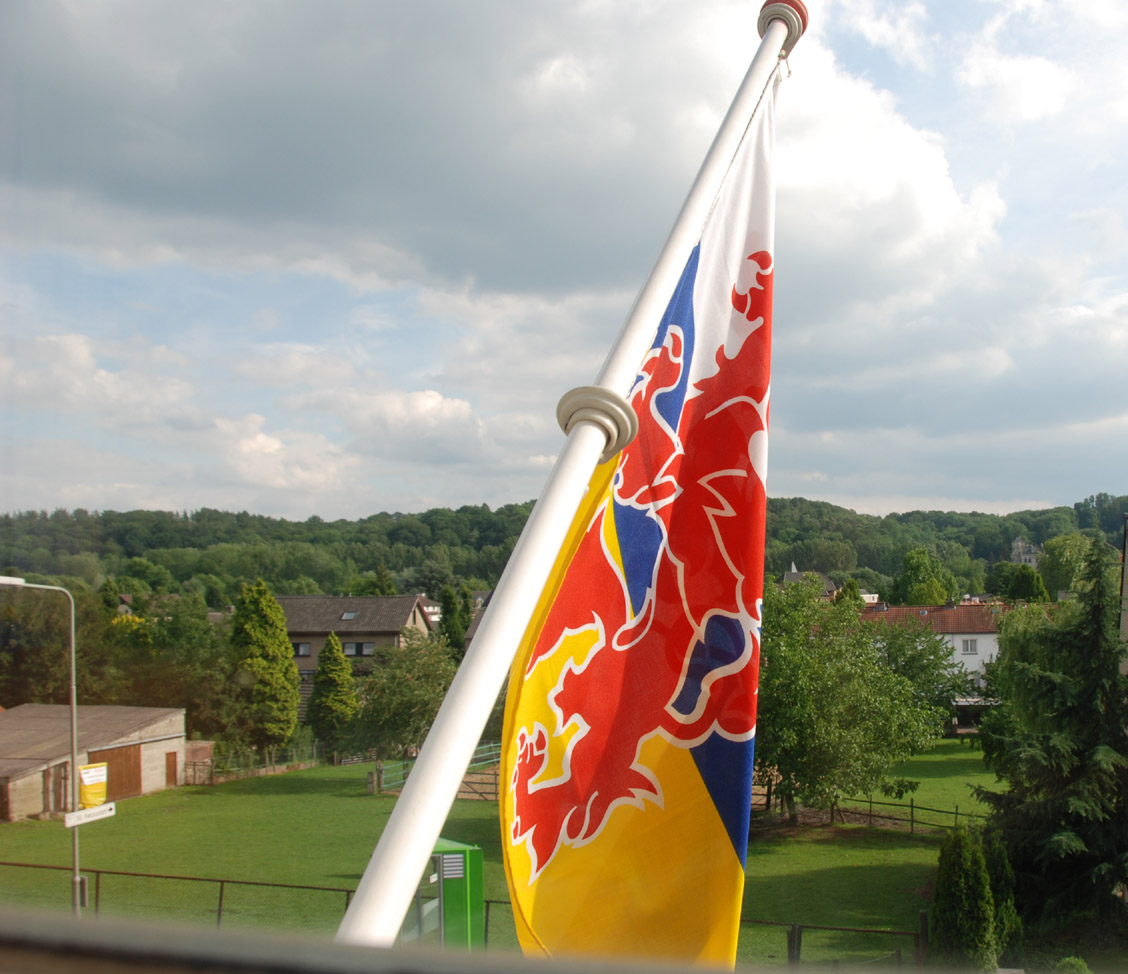
Прапор Лімбурга

На прапорі зображено червоного лімбурзького лева з роздвоєним хвостом, повернутим до древка. Менший синій середній ряд символізує річку Маас. 
Цей прапор не використовується в бельгійському Лімбурзі, який має власний, інший прапор.